# Макошинський заказник
Мако́шинський зака́зник  — ландшафтний заказник місцевого значення в Україні. Розташований у межах Менського, Сосницького, Куликівського і Борзнянського районів Чернігівської області.
Площа 1533 га. Статус дано згідно з рішенням Чернігівського облвиконкому від 31.07.1991 року № 159. Перебуває у віданні ДП «Холминське лісове господарство» (Сосницьке л-во, кв. 28, 42-47, 49-59).
Статус дано для збереження невеликих відокремлених лісових масивів, що зростають на заплаві вздовж річки Десна. У деревостані переважають тополя, верба, осика, вільха сіра.